# Filozofie socială
Filozofia socială este o ramură a filozofiei, concepută pentru a răspunde la întrebarea cu privire la ceea ce este societatea și locul ocupat de oameni în ea. Filozofia socială examinează probleme referitoare la bazele instituțiilor sociale, comportamente, structuri de putere și interpretări ale societății în termenii valorilor etice, mai degrabă decât ale relațiilor empirice. Alte forme ale filozofiei sociale includ filozofia politică, și jurisprudența.